# Ochrotrichia aliceae
Ochrotrichia aliceae is een fossiele soort schietmot uit de familie Hydroptilidae.